# 폭발물에 관한 죄
폭발물에 관한 죄(爆發物－罪)는 폭발물을 사용하여 사람의 생명·신체 또는 재산을 해하거나 기타 공안을 문란케 하는 죄(전시·천재 기타 사변의 경우는 형이 가중됨) 및 전쟁 또는 사변에 있어서 정당한 이유 없이 폭발물을 제조·수입·수출·수수(授受) 또는 소지하는 죄(119조,121조). 본래의 보호법익은 공공의 안전과 일반 공중의 생명·신체 또는 재산의 안전이다. '폭발물'이라 함은 화학적 기타의 원인으로 급격한 연소(燃燒)·폭발의 작용을 일으키어 사람의 생명·신체·재산을 살상할 수 있는 고형(固形) 또는 액체의 물질을 말한다. 그러나 소총실탄(小銃實彈)의 발사는 이에 포함되지 않는다. 전죄(前罪)를 범할 목적의 예비·음모 및 선동도 처벌하며 다만 예비·음모에 있어서 그 목적한 죄의 실행에 이르기 전에 자수한 때에는 그 형을 감면한다(120조).